# Тристаннид кальция
Тристаннид кальция — бинарное интерметаллическое неорганическое соединение
кальция и олова
с формулой CaSn3,
кристаллы.

## Получение
- Сплавление стехиометрических количеств чистых веществ:

{\displaystyle {\mathsf {Ca+3Sn\ {\xrightarrow {630^{o}C}}\ CaSn_{3}}}}

## Физические свойства
Тристаннид кальция образует кристаллы
кубической сингонии,
пространственная группа P m3m,
параметры ячейки a = 0,4742 нм, Z = 1,
структура типа тримедьзолота AuCu3
.
Соединение конгруэнтно плавится при температуре 627°С  (630°С ).